# 821-es főút (Magyarország)
A 821-es főút a -as főút és az -es főút között húzódik Győr városán keresztül. Fontos szerepe van a két főút közötti közlekedésben. Hossza 2,7 km.